# Jimi Siebels

Jimi Siebels in seinem ehemaligen Studio 2005

Jimi Siebels oder auch A Different Jimi (* 1971 in Emden; eigentlich Bernd Siebels) ist ein deutscher, ehemaliger Musiker, Saxophonist, Komponist, Musikproduzent, Jazz-DJ und bildender Künstler. Größere Bekanntheit im Genre der Elektronischen Musik erreichte er als Mitglied der Band Egoexpress. Heute ist er nicht mehr künstlerisch tätig und lebt in Ostfriesland.

## Leben und Wirken
Jimi Siebels wuchs mit seinen drei Geschwistern zunächst in Emden und dann im ostfriesischen Willmsfeld in der Nähe von Wittmund auf. In den frühen 1990er Jahren zog er nach Hamburg und gründete mit Mense Reents das House-Duo Egoexpress und mit Pascal Fuhlbrügge die Band Sand11.
Zwischendurch war er vereinzelt als Gastmusiker auf Alben von Hamburger Musikern zu hören, wie z. B. bei den Sternen oder Andreas Dorau. Mit Thies Mynther und Mense Reents betrieb er in den 1990er Jahren das Imperial-Studio, in dem einige Eigenproduktionen der beteiligten Musiker entstanden.
Von 2007 bis 2014 trat Siebels als Solo-Künstler und DJ unter dem Namen A Different Jimi in Hamburg auf; Unter diesem Pseudonym erschienen drei Maxisingles. 2010/2011 produzierte er das Studio-Album Welcome To Wherever You’re Not für DJ Phono.
Die musikalische Laufbahn beendend arbeitete Siebels von 2012 bis 2016 als Theatermusiker in Hamburg, Erlangen, Bonn und Münster. 

## Musik

### Diskografie
- 2008: A Different Jimi - I Don't Know Why You Say (12", it's)
- 2008: A Different Jimi - Two Deep (12", it's)
- 2014: A Different Jimi - In Walked You (12", Mule Musiq)

### Als Theatermusiker
- 2012/13 am Hamburger Schauspielhaus (Ein Pfund Fleisch)
- 2013: am Theater Erlangen (Der große Gatsby)
- 2014: am Theater Bonn (Welt am Draht und Gefährliche Liebschaften)
- 2015/16: am Theater Münster (Othello und Enron)

## Auszeichnungen
- 2013: Erlanger Theaterpreis 2012/2013 für seine Leistung als musikalischer Leiter und Darsteller im Ensemble der Produktion „Der große Gatsby“...[3]

## Trivia
- Sein älterer Bruder ist der Musiker und Künstler Jakobus Siebels.